# Myrosław Lubacziwski
Myrosław Iwan Lubacziwski, ukr. Миросла́в Іва́н Любачі́вський (ur. 24 czerwca 1914 w Dolinie, zm. 14 grudnia 2000 we Lwowie) – ukraiński duchowny katolicki, arcybiskup większy Lwowa, od 1984 zwierzchnik Kościoła katolickiego obrządku bizantyjsko-ukraińskiego na Ukrainie, kardynał.

## Życiorys
Ukończył z wyróżnieniem gimnazjum w Stryju. Według niektórych danych, studiował w seminarium we Lwowie.
W roku 1934 studiował we Lwowskiej greckokatolickiej Akademii Teologicznej (obecnie Ukraiński Uniwersytet Katolicki) na wydziałach Filozoficznym, następnie – na Teologicznym, kontynuował na Uniwersytecie w Innsbrucku (Austria) i na Wydziale Teologicznym w Sionie (Szwajcaria). Kształcił się także w Rzymie – na Papieskim Uniwersytecie Gregoriańskim oraz w Papieskim Instytucie Biblijnym (gdzie obronił doktorat z teologii). Przyjął święcenia kapłańskie 28 września 1938 we Lwowie, następnie prowadził działalność duszpasterską we Lwowie.
W 1942 wyjechał ze Lwowa. Do 1947 uzupełniał studia w Rzymie, następnie wyjechał do USA. Prowadził pracę duszpasterską wśród wiernych obrządku greckokatolickiego w Michigan, Pensylwanii, Ohio i Wisconsin. Pełnił m.in. funkcję sekretarza arcybiskupa Filadelfii oraz wykładał w seminarium greckokatolickim w Stamford. Prowadził także wykłady w Kolegium św. Jozafata w Rzymie (1968) oraz współpracował z Radiem Watykańskim. Od 1969 był dyrektorem duchowym seminariów w Waszyngtonie i Stamford.
13 września 1979 został mianowany arcybiskupem Filadelfii rytu greckokatolickiego, przyjął sakrę biskupią 12 listopada 1979 w Watykanie z rąk papieża Jana Pawła II. 27 marca 1980 otrzymał nominację na koadiutora arcybiskupa większego Lwowa kardynała Josyfa Slipyja. 7 września 1984, po śmierci Slipyja został arcybiskupem większym Lwowa i zwierzchnikiem Ukraińskiej Cerkwi Greckokatolickiej. Wielokrotnie brał udział w sesjach Światowego Synodu Biskupów w Watykanie, a w maju 1985 został wyniesiony do godności kardynalskiej, z tytułem prezbitera kościoła Santa Sofia a Via Boccea.
31 marca 1991, w związku z legalizacją Kościoła katolickiego obrządku bizantyjsko-ukraińskiego w USRR, uroczyście powrócił do Lwowa, by objąć obowiązki arcybiskupa większego Lwowa i zwierzchnika Ukraińskiej Cerkwi Greckokatolickiej na Ukrainie.
W 1996, w związku ze stanem zdrowia, otrzymał koadiutora w osobie Lubomyra Huzara.